# عمر عبد الله شارمارك
عُمر عبد الله شارمارك (وُلد في 1954) هو عداءُ مسافاتٍ طويلة مُتخصص في الماراثون.
شَاركَ شارمارك في أوَّل فريقٍ أولمبي لجيبوتي، عندما دخل هو واثنان آخران للماراثون في الألعاب الأولمبية الصيفية 1984 في لوس أنجلوس، أنهى المركز 32 في السباق.

## روابط خارجية
- عمر عبد الله شارمارك على موقع الاتحاد الدولي لألعاب القوى (الإنجليزية)
- عمر عبد الله شارمارك على موقع رابطة إحصائيات سباق الطريق (الإنجليزية)
- عمر عبد الله شارمارك على موقع اللجنة الأولمبية الدولية (الإنجليزية)
- عمر عبد الله شارمارك على موقع أوليمبيديا (الإنجليزية)